# Берёзовское сельское поселение (Хабаровский край)
Берёзовское се́льское поселе́ние — муниципальное образование в Солнечном районе Хабаровского края Российской Федерации. Образовано в 2004 году. 
Административный центр — посёлок сельского типа Берёзовый. 

## Население
| 2010  | 2011  | 2012  | 2013  | 2014  | 2015  | 2016  |
| ----- | ----- | ----- | ----- | ----- | ----- | ----- |
| 5714  | ↘5702 | ↘5572 | ↘5512 | ↘5339 | ↘5232 | ↘5181 |
| 2017  | 2018  | 2019  | 2020  | 2021  |       |       |
| ↗5204 | ↘5126 | ↘5094 | ↗5101 | ↘4773 |       |       |

Население по данным 2011 года — 5767 человек.

## Населённые пункты
В состав поселения входят 2 населённых пункта:
| № | Населённый пункт | Тип     | Население |
| - | ---------------- | ------- | --------- |
| 1 | Берёзовый        | посёлок | ↘4442     |
| 2 | Тавлинка         | село    | ↗331      |